# Szeles-barlang
A Szeles-barlang a Bükk-vidék egyetlen ismert jeges barlangja. Magyarországon csak egy hasonló hely ismert, a Telikibányai-jegesbarlang, aminek viszont csak a neve barlang, mert az egy mesterséges üreg. A Bükki Nemzeti Parkban található.

## Fekvés
Kisgyőr területén, Sálytól körülbelül 2 kilométerre, Latorpuszta mellett található. A Kecet-tető északi oldalán levő, már nem működő kőbánya oldalában nyílik. Ezt a kőbányát az 1930-as években nyitották meg. A bejárata előtti útról látható a belsejéből kihordott bontási törmelék. Az útról ösvény is vezet nyílásához.

## Leírás
A barlangjáró alapfelszereléssel is járható, de engedély nélkül nem látogatható barlang körülbelül 10 méter hosszú, a legmélyebb pontja 5 méter mélyen van. A barlang a mélyben egy sokkal nagyobb, és valószínűleg jéggel kitöltött barlanggal áll kapcsolatban. Triász mészkőben jött létre.
A nagyterembe az északi oldalon beömlő hideg, fagyos levegő az évtizedek alatt egy vastag jégréteg kialakulását eredményezte, ami jégtömeg folyamatosan hűti a tavaszi, nyári és őszi levegő hőmérsékletét. A meleg nyári hónapokban kifelé áramló hideg levegő hőmérséklete csak október körül egyenlítődik ki, de a barlangból kiáramló levegő hőmérséklete még így is alacsonyabb marad a Bükk-vidék barlangjainál megszokott 8–10 °C átlaghőmérsékletnél.
2010 májusában 15–20 centiméter magas álló jégcsapokra akadtak benne. 2012 júliusában jeget találtak benne és a körülbelül 70°-os szögben emelkedő bejárati aknájából kiáramló levegő hőmérsékletét –2 °C-nak mérték, amikor a kinti hőmérséklet +32 °C volt. Az ekkor műszeres méréssel meghatározott légáramlat iránya a nagyterem felé mutatott, de az ide vezető járat jelenleg még nem járható, további bontási munkálatok várnak a kutatókra.

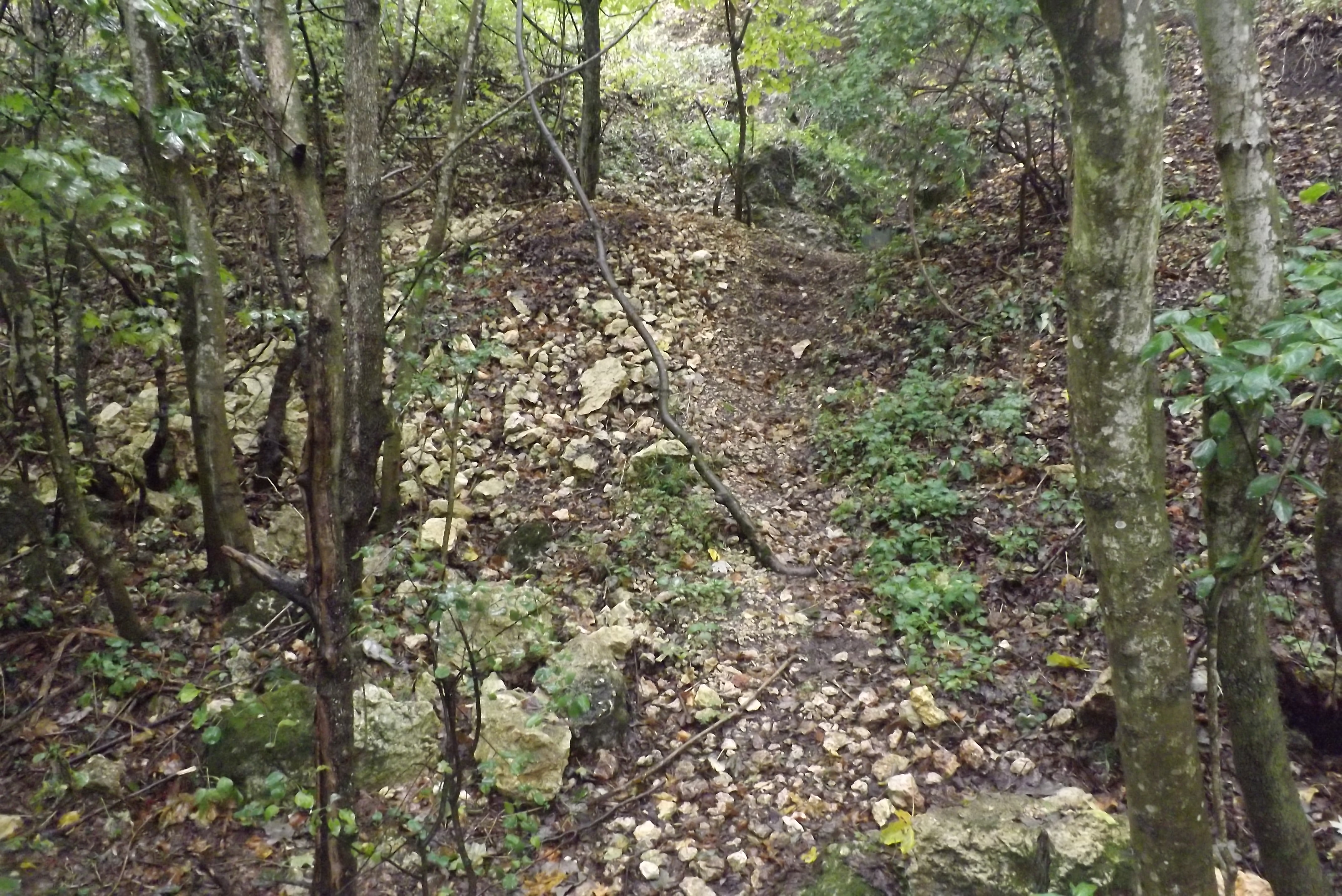
Út a Szeles-barlanghoz

Gyarmati Gábor szerint nevét valószínűleg azért kapta, mert már bejárata előtt is erős légáramlás érezhető. A Latorvár Barlangkutató Csoport 2013-as jelentése szerint a romániai Szelek barlangja név adta az ötletet ennek az üregnek az elnevezéséhez. Előfordul irodalmában Szeles barlang néven is.

## Történet
1971-ben fedezték fel a területet kutató barlangászok azt az arasznyi lyukat, amiből hideg levegő áramlott ki nagy erővel. Ezt a kis lyukat bontották ki annyira, hogy sikerült bejutniuk a jelenlegi nagy kőtömb mögé. Az akkor abbahagyott kutatást 1977 és 1980 között a Lóczy Lajos Barlangkutató Csoport folytatta, és az üreg nagyságát sikerült barlang méretűvé növelnie. Mélysége ekkor 2,5 méter volt.
Alaprajz térképvázlatát és hosszmetszet térképvázlatát Kocsis János készítette el 1977-ben. Ebben az évben készült el a barlangot dokumentáló szpeleográfiai terepnapló. Első alaprajz térképét metszetekkel 1978-ban Tóth Csaba rajzolta. Az 1984-ben napvilágot látott Magyarország barlangjai című könyv országos barlanglistájában szerepel a Bükk hegységben lévő barlang Szeles-barlang néven. A listához kapcsolódóan látható az Aggteleki-karszt és a Bükk hegység barlangjainak földrajzi elhelyezkedését bemutató 1:500 000-es méretarányú térképen a barlang földrajzi elhelyezkedése.
A 2002. évi MKBT Műsorfüzetben meg van említve, hogy 1999-ben a POLIGON Barlangkutató Geológiai Hidrológiai Egyesület a Kácstól É-ra lévő területen megtalálta a még nem járható Szelelő-lyukat. 2008-ban indultak meg az újabb kutatások. Ekkor a korábbi bontások szerszámai is előkerültek kitöltéséből. 2012-től 2013-ig beépített elektromos hőfokregisztrálóval vizsgálták hőmérsékletét. Jelenleg a Latorvár Barlangkutató Csoport kutatja.

## Galéria
- A Szeles-barlang nyílása
- A barlang feltárás közben
- Jegesedés a barlang falán
- A barlang feltárás közben